# Naugarder SC 1910
Naugarder SC 1910 was een Duitse voetbalclub uit de Pommerse stad Naugard, dat tegenwoordig het Poolse Nowogard is.

## Geschiedenis
De club werd opgericht in 1910 opgericht en sloot zich aan bij de Baltische voetbalbond. De club ging in de competitie van Gollnow spelen waarin SC Blücher 1911 Gollnow de grote club was. In 1929 slaagde Naugard er in de titel te winnen en plaatste zich zo voor de Pommerse eindronde. De club verloor nipt met 3:2 van VfB Stettin. Hierna slaagde de club er niet meer in de titel te winnen. Na de invoering van de Gauliga Pommern in 1933 speelde de club niet meer op het hoogste niveau.
Na het einde van de oorlog werden alle Duitse voetbalclubs ontbonden, Naugard werd nu een Poolse stad en de club hield op te bestaan.

## Erelijst
Kampioen Gollnow
1929